# Goerodes palmipes
Goerodes palmipes är en nattsländeart som beskrevs av Ito 1986. Goerodes palmipes ingår i släktet Goerodes och familjen kantrörsnattsländor. Inga underarter finns listade i Catalogue of Life.